# Fulvio Jacchia
Fulvio Jacchia (fl. XX secolo) è stato uno scenografo italiano.

## Biografia
Fulvio Jacchia ha cominciato la sua carriera con due film di Mario Mattoli poco prima della prima guerra mondiale. Tra il 1940 e il 1943 ha partecipato a undici film come scenografo o arredatore, con vari registi italiani, pero le sue produzioni diminuiscono dopo il 1943. Durante la sua breve carriera ha collaborato con dei registi famosi di questo periodo. 

## Filmografia
- La dama bianca (1938), regia di Mario Mattoli (architetto-scenografo)
- Eravamo sette sorelle (1939), regia di Mario Mattoli (arredatore)
- Centomila dollari (1940), regia di Mario Camerini (scenografo, arredatore)
- Ecco la radio! (1940), regia di Giacomo Gentilomo (scenografo)
- Manovre d'amore (1940), regia di Gennaro Righelli (scenografo)
- Il pozzo dei miracoli (1941), regia di Gennaro Righelli (scenografo)
- Brivido (1941), regia di Giacomo Gentilomo (scenografo)
- Non mi sposo più (1942), regia di Giuseppe Amato e Erich Engel (scenografo)
- Sissignora (1942), regia di Ferdinando Maria Poggioli (scenografo)
- Giacomo l'idealista (1943), regia di Alberto Lattuada (scenografo)
- La primadonna (1943), regia di Ivo Perilli (scenografo)
- La signora in nero (1943), regia di Nunzio Malasomma (scenografo)
- In due si soffre meglio (1943), regia di Nunzio Malasomma (architetto-scenografo)
- L'abito nero da sposa (1945), regia di Luigi Zampa (scenografo)
- Fiamme sul mare, regia di Michał Waszyński, Vittorio Cottafavi (1947)
- La trappola di fuoco (1952), regia di Gaetano Petrosemolo (arredatore)
- Cavallina storna, regia di Giulio Morelli (1953)